# Maria Teresa Martino
Maria Teresa Martino, spesso indicata come Maria Teresa Martini (Chieti, 18 ottobre 1952), è un'attrice italiana.

## Biografia
Diplomata all'Accademia Silvio D'Amico, intraprese la carriera di attrice teatrale ma fu anche presente in Rai come attrice e presentatrice (Uffa, domani è lunedì) negli anni Settanta e Ottanta.
È stata attiva come doppiatrice prima alla SAS, poi alla CVD. 
Dal 1994 ha iniziato a collaborare con fratel Ettore, fondatore di numerose case di assistenza per i poveri ed i senzatetto, e dopo la sua morte gli è subentrata nella direzione dell'opera da lui fondata. È anche autrice di una biografia di fratel Ettore. 
Abbandonata la carriera artistica, è la responsabile delle comunità Rifugi del Cuore Immacolato di Maria che gestisce le opere di carità e assistenza del camilliano laico fratel Ettore Boschini.

## Prosa
- Le rose del lago di Franco Brusati, regia di Franco Brusati (1974)
- Sogno di una notte di mezza

estate (W. Shakespeare), regia di Mauro Bolognini (1975)
- Rudens (La fune) di Tito Maccio Plauto, regia di Giuseppe Di Martino (1976)
- 1913 (da L'eroe borghese) di Carl Sternheim,  regia di Mario Missiroli (1977)
- La madre di Bertold Brecht, regia di Antonio Calenda (1978-'79)
- Girotondo di Arthur Schnitzler,  regia di Bogdan Jerković (1980)
- Romeo e Giulietta (W. Shakespeare), regia di Marco Bernardi (1980-'81)
- Coltelli di John Cassavetes, regia di Marco Bernardi (1981-'82)
- Le false confidenze di Marivaux, regia di Walter Pagliaro (1985)

## Filmografia

### Televisione
- Camilla, regia di Sandro Bolchi (1976)
- ll balordo, regia di Pino Passalacqua (1978)
- Astuzia per astuzia, regia di Mario Caiano (1979)

## Doppiaggio

### Cinema
- Kaki Hunter in Porky's - Questi pazzi pazzi porcelloni e Porky's II: il giorno dopo
- Elizabeth McGovern in Ragtime
- Maria Conchita Alonso in L'implacabile
- Stacey Nelkin in Halloween III: il signore della notte
- Joanne Whalley in Scandal - Il caso Profumo
- Esther Williams in Bellezze al bagno (ridoppiaggio TV)
- Marguerite Chapman in Volo su Marte (ridoppiaggio TV)
- Tien Niu in La mano violenta del karate

### Televisione
- Beah Richards e Irene Cara in Radici: le nuove generazioni
- Diana Canova in Bolle di sapone
- Jane Daly e Jess Walton in Capitol (Shelley Granger/Kelly Harper, 1° voce)

## Prosa televisiva Rai
- Don Giovanni di Molière, regia di Mario Missiroli, trasmessa il 31 maggio 1977.
- Il mercante di Venezia di William Shakespeare, regia di Gianfranco De Bosio, trasmessa il 23 marzo 1979.
- Ma non è una cosa seria di Luigi Pirandello, regia di Edmo Fenoglio, trasmessa il 27 novembre 1983.